# Tournoi britannique de rugby à XV 1891
Navigation
Tournoi 1890 Tournoi 1892
Le tournoi britannique de rugby à XV 1891 (3 janvier au 7 mars 1891) est remporté par l'Écosse qui gagne ses trois matches. Elle obtient ainsi une « Triple couronne » avant la première mention effective de l'expression anglaise Triple Crown dans The Irish Times en 1894.

## Classement
| Rang | Nations        | J | V | N | D | PP | PC | Δ   | Pts |
| ---- | -------------- | - | - | - | - | -- | -- | --- | --- |
| 1    | Écosse (T)     | 3 | 3 | 0 | 0 | 38 | '3 | +35 | 6   |
| 2    | Angleterre (T) | 3 | 2 | 0 | 1 | 19 | 12 | +7  | 4   |
| 3    | Pays de Galles | 3 | 1 | 0 | 2 | 9  | 26 | -17 | 2   |
| 4    | Irlande        | 3 | 0 | 0 | 3 | 4  | 29 | -25 | 0   |

- Légende :
J matches joués, V victoires, N matches nuls, D défaites
PP points marqués, PC points encaissés, Δ différence de points PP - PC
Pts points de classement (barème : victoire 2 points, match nul 1 point, défaite 0 point)
T tenantes ex æquo du titre 1890.

## Résultats
Tous les matches sont joués sur quatre samedis :
| 3 janvier 1891 0Rodney Parade, Newport             | Pays de Galles | 03 - 7  | Angleterre     |
| 7 février 1891 0Lansdowne Road, Dublin             | Irlande        | 00 - 9  | Angleterre     |
| 7 février 1891 0Raeburn Place, Édimbourg           | Écosse         | 15 - 0  | Pays de Galles |
| 21 février 1891 0Ballynafeigh, Belfast             | Irlande        | 00 - 14 | Écosse         |
| 7 mars 1891 0Stradey Park, Llanelli                | Pays de Galles | 06 - 4  | Irlande        |
| 7 mars 1891 0Athletic Ground, Richmond upon Thames | Angleterre     | 03 - 9  | Écosse         |

## Feuilles de match

### Pays de Galles - Angleterre
| 3 janvier 1891 | Pays de Galles Capitaine : W Bowen                | 3 - 7 | Angleterre Capitaine : F Alderson                                              | Rodney Parade, Newport 9 000 spectateurs Arbitre : R Rainie |
| 3 janvier 1891 | Essai(s) : Pearson Transformation(s) : W Bancroft |       | Essai(s) : 3 P Christopherson (2), R Budworth Transformation(s) : 2/3 Alderson | Rodney Parade, Newport 9 000 spectateurs Arbitre : R Rainie |
| 3 janvier 1891 |                                                   |       |                                                                                | Rodney Parade, Newport 9 000 spectateurs Arbitre : R Rainie |

### Irlande - Angleterre
| 7 février 1891 | Irlande Capitaine : D Walkington | 0 - 9                                                                                  | Angleterre Capitaine : F Alderson | Lansdowne Road, Dublin Arbitre : W Douglas |
| 7 février 1891 |                                  | Essai(s) : 5 R Wilson (2), Toothill, D Lockwood (2) Transformation(s) : 2/5 D Lockwood |                                   | Lansdowne Road, Dublin Arbitre : W Douglas |
| 7 février 1891 |                                  |                                                                                        |                                   | Lansdowne Road, Dublin Arbitre : W Douglas |

### Écosse - pays de Galles
| 7 février 1891 | Écosse Capitaine : M McEwan | 15 - 0 | Pays de Galles Capitaine : W Thomas | Raeburn Place, Édimbourg Arbitre : H Ashmore |
| 7 février 1891 | Essai(s) : 7 C Orr, J Orr, F Goodhue P Clauss (2), H Leggatt, J Boswell Transformation(s) : 2/7McEwan Drop(s) : 2 W Nielson, H Stevenson |        |                                     | Raeburn Place, Édimbourg Arbitre : H Ashmore |
| 7 février 1891 | |        |                                     | Raeburn Place, Édimbourg Arbitre : H Ashmore |

### Irlande - Écosse
| 21 février 1891 | Irlande Capitaine : D Walkington | 0 - 14 | Écosse Capitaine : M McEwan | Ballynafeigh, Belfast Arbitre : G Hill |
| 21 février 1891 |                                  | Essai(s) : 5 W Wotherspoon (3), P Clauss, G McGregor Transformation(s) : 3/5 J Boswell Drop(s) : M McEwan |                             | Ballynafeigh, Belfast Arbitre : G Hill |
| 21 février 1891 |                                  | |                             | Ballynafeigh, Belfast Arbitre : G Hill |

### Pays de Galles - Irlande
| 7 mars 1891 | Pays de Galles Capitaine : W Thomas                                     | 6 - 4 | Irlande Capitaine : R Stevenson         | Stradey Park, Llanelli 10 000 spectateurs Arbitre : A Rowsell |
| 7 mars 1891 | Essai(s) : D Samuel Transformation(s) : W Bancroft Drop(s) : W Bancroft |       | Essai(s) : S Lee Drop(s) : D Walkington | Stradey Park, Llanelli 10 000 spectateurs Arbitre : A Rowsell |
| 7 mars 1891 |                                                                         |       |                                         | Stradey Park, Llanelli 10 000 spectateurs Arbitre : A Rowsell |

### Angleterre - Écosse
| 7 mars 1891 | Angleterre Capitaine : Alderson                    | 3 - 9 | Écosse Capitaine : M McEwan                                                         | Athletic Ground, Richmond 15 000 spectateurs Arbitre : G Hill |
| 7 mars 1891 | Essai(s) : D Lockwood Transformation(s) : Alderson |       | Essai(s) : 2 W Neilson, J Orr Transformation(s) : 2/2 G McGregor Drop(s) : P Clauss | Athletic Ground, Richmond 15 000 spectateurs Arbitre : G Hill |
| 7 mars 1891 |                                                    |       |                                                                                     | Athletic Ground, Richmond 15 000 spectateurs Arbitre : G Hill |